# 유주용
유주용(劉宙鏞, 1939년 12월 28일~)은 대한민국의 가수 겸 배우이며, 본관은 강릉(江陵)이다. 시인 김소월 선생의 시에 멜로디를 붙인 노래로써 받아 부른 《부모》라는 히트 곡으로 유명하다.

## 생애
1963년 주한 미8군 무대에서 솔로 가수 첫 데뷔를 하였고, 2년 후 1965년 남성 4인조 프로젝트 보컬 음악 그룹 포 클로버스(Four Clovers)의 보컬리스트로 활동하였으며 이어 같은 해 1965년 영화 《불량소녀 장미》의 조연으로 영화배우 데뷔하였다.
1968년 12월 6일에 가수 겸 뮤지컬 배우 윤복희와 결혼하였다가 1973년 이혼하였고, 이후 신은주라는 다른 사람과 다시 결혼하였다. 그 후 미국에 거주하였다.

## 학력
- 1958년 경기고등학교 졸업
- 1966년 서울대학교 화학과 학사
- 1968년 연세대학교 대학원 생화학과 석사